# Ann Tyrrell
Ann Tyrrell (* 6. Februar 1909 in Whatcom County, Washington, Vereinigte Staaten; † 20. Juli 1983 in Pasadena, Kalifornien, Vereinigte Staaten) war eine US-amerikanische Filmschauspielerin, Bühnenschauspielerin und Fernsehschauspielerin.

## Leben
Ann Tyrrell wurde 1909 in Whatcom County, im US-Bundesstaat Washington geboren.
1949 hatte Tyrrell in dem Film Noras schwache Stunde ihren ersten Auftritt. 1952 erhielt sie ihre erste Rolle in der Fernsehserie The Unexpected. 1952 bis 1953 erhielt sie ihre erste wiederkehrende Rolle in der Fernsehserie Chevron Theatre. 1958 bis 1961 war Tyrrell in 56 Folgen der Fernsehserie The Ann Sothern Show im Fernsehen zu sehen.

## Filmografie
- 1949: Noras schwache Stunde (Bride for Sale)
- 1950: Mother Didn’t Tell Me
- 1950: Inspektor Goddard (Appointment with Danger)
- 1950: Frauengefängnis (Caged)
- 1950: Once a Thief
- 1950: Den Morgen wirst du nicht erleben (Kiss Tomorrow Goodbye)
- 1950: Der Haß ist blind (No Way Out)
- 1950: Bunco Squad
- 1950: Die Glasmenagerie (The Glass Menagerie)
- 1950: Emergency Wedding
- 1950: Father’s Wild Game
- 1951: Gasoline Alley (Gasoline Alley and Friends)
- 1951: Bedtime for Bonzo
- 1951: Cry Danger
- 1951: Up Front
- 1951: My True Story
- 1951: As Young as You Feel
- 1952: Verkauft und verraten (The Sellout)
- 1952: Die süße Falle (Love Is Better Than Ever)
- 1952: Paula (Paula)
- 1952: Frau in Weiß (The Girl in White)
- 1952: Aus Liebe zu Dir (Because of You)
- 1952: The Unexpected (Fernsehserie, Folge 1x15)
- 1952: Holiday for Sinners
- 1952: Gruen Guild Playhouse (Fernsehserie, Folge 2x09)
- 1952: Aus Liebe zu Dir (Because of You)
- 1952: Superman – Retter in der Not (Adventures of Superman, Fernsehserie, Folge 1x12)
- 1952–1953: Chevron Theatre (Fernsehserie, 4 Folgen)
- 1952–1953: The Adventures of Kit Carson (Fernsehserie, 3 Folgen)
- 1953: Julius Caesar
- 1953: Die Thronfolgerin (Young Bess)
- 1953: Eine abenteuerliche Frau (Take Me to Town)
- 1953: Half a Hero
- 1953: City Detective (Fernsehserie, Folge 1x32)
- 1953–1954: Schlitz Playhouse of Stars (Fernsehserie, 2 Folgen)
- 1953–1957: Private Secretary (Fernsehserie, 45 Folgen)
- 1954: Die Intriganten (Executive Suite)
- 1954: Das blonde Glück (Lucky Me)
- 1955: Sieben Reiter der Rache (Seven Angry Men)
- 1955: Soldiers of Fortune (Fernsehserie, Folge 1x28)
- 1955: Jane Wyman Show (Jane Wyman Presents The Fireside Theatre, Fernsehserie, Folge 1x12)
- 1955: Guten Morgen, Miss Fink (Good Morning, Miss Dove)
- 1958: The People’s Choice (Fernsehserie, Folge 3x33)
- 1958–1961: The Ann Sothern Show (Fernsehserie, 56 Folgen)
- 1962: The Danny Thomas Show (Fernsehserie, Folge 9x17)
- 1964: Amos Burke (Burke’s Law, Fernsehserie, Folge 1x25)